# Shandy
Shandy este un amestec de bere sau cidru cu o băutură cu aromă de lămâie sau limetă⁠(d). Băutura de citrice, numită adesea limonadă, poate fi sau nu carbogazoasă⁠(d). Proporțiile celor două ingrediente sunt ajustate după gust, dar sunt de obicei 50% limonadă și 50% bere/cidru, rezultând o băutură finală cu un conținut de alcool⁠(d) mai scăzut. Băuturile Shandy sunt populare în Marea Britanie, Europa, Australia, Noua Zeelandă, Africa de Sud și Canada (unde sunt cunoscute uneori sub numele francez Panaché).
În unele teritorii, conținutul de alcool⁠(d) scăzut al shandy-urilor le scoate de sub acțiunea legilor care reglementează vânzarea băuturilor alcoolice.

## Etimologie
Originea acestui termen (menționat pentru prima dată în 1888) este o prescurtare a cuvântului shandygaff, folosit în Marea Britanie din 1853, care are el însuși o sursă necunoscută.

## Variante cu nume diferite
Shandy este o băutură populară în Marea Britanie și este de obicei comandată în baruri fie ca „bitter shandy” (50/50 bere amară și limonadă gazoasă), fie ca „lager shandy”, în care berea clasică este înlocuită cu bere ale⁠(d).

### Radler
Radler (termen germană pentru „ciclist”) are o istorie îndelungată în regiunile vorbioare de limbă germană. De obicei, constă dintr-un amestec 50/50 de bere și băutură răcoritoare cu aromă de lămâie precum Sprite.
Potrivit unei legende larg răspândite, se spune că hangiul Franz Xaver Kugler ar fi inventat Radler-ul într-o zi de sâmbătă din iunie 1922, atunci când era în pericol să rămână fără bere la Kugler Alm⁠(d) – o grădină de vară pentru excursioniști din orășelul Deisenhofen⁠(d), situat în sudul Münchenului, frecventată în mare parte de drumeți și de bicicliști – din cauza numărului mare de vizitatori și a amestecat berea cu limonadă pe care a servit-o oaspeților săi ca „Radler Maß”.
Scriitoarea bavareză Lena Christ⁠(d) menționează în cartea Erinnerungen einer Überflüssigen din 1912 că a fost servită într-o tavernă cu „Radlermaßen”. Deoarece întâmplarea relatată mai sus datează din anul 1900, ar fi trebuit să existe deja Radler în acel moment. „Radlermaß” a fost menționat, de asemenea, încă din 1898 într-un supliment al ziarului Münchner Neueste Nachrichten⁠(d) din München. În prezent, Radler este consumat nu numai în Bavaria, ci și în toată Germania, Austria, Cehia, Ungaria, Italia, Slovacia, Slovenia, Croația, Serbia, Polonia, Portugalia, Olanda, Norvegia, Bulgaria, Statele Unite, Canada și România.
În nordul Germaniei, un amestec 50/50 de bere Pilsner și sifon este cunoscut sub numele de Alster (prescurtare de la Alsterwasser, în germană „Apa din Alster⁠(d)”, un râu din Hamburg). La nivel regional, Radler și Alster se pot referi la shandy-uri făcute fie cu băutură carbogazoasă cu aromă de lămâie, fie cu băutură carbogazoasă cu aromă de portocale, cei doi termeni fie contrastând, fie referindu-se la aceeași băutură. În Austria, un saure Radler este un amestec de bere lager și apă carbogazoasă.
În Austria se obișnuiește să se folosească băutură Almdudler⁠(d) în loc de sifon de lămâie pentru producerea băuturii Radler.
Radler este foarte popular în timpul lunilor de vară datorită reputației sale că ar potoli setea.
În Noua Zeelandă, cuvântul „radler” a fost înregistrat ca nume de marcă de către compania DB Breweries⁠(d) pentru berea „Monteith's Radler”, care este o bere cu aromă de citrice, cu tărie completă (5%). Acest lucru i-a determinat pe unii producători locali de bere să folosească denumirile „reldar” (Radler scris invers) și „Cyclist” (sensul literal al lui Radler).

### Russ
În Bavaria, stat aflat în partea de sud-est a Germaniei, precum și în mediul rural din Austria, un amestec de 50% Weißbier și 50% sifon de lămâie este numit „Russ”. Există trei teorii diferite cu privire la originea acestui nume:
- Din cauza penuriei de materii prime care a avut loc în timpul marii inflații dintre 1921 și 1923⁠(d), Weißbier a devenit o băutură mai populară. Pentru a reduce mai mult eforturile materiale, Weißbier a fost diluată cu limonadă. Numele „Russ” poate deriva din popularitatea băuturii în rândul muncitorilor ruși din Germania de la acea vreme.
- O altă teorie a originii numelui este că băutura a fost inițial numită „Riesen-Maß” (Riesen = uriaș), deoarece amestecul de băutură avea o cantitate mare de spumă.
- Cea mai populară teorie este că băutura a fost servită pentru prima dată în berăria Mathäser-Keller⁠(d) din München după Revoluția Germană din 1918, atunci când comuniștii s-au unit.

### Shandygaff
Un Shandygaff este o denumire britanică mai vechi pentru o bere amestecată cu bere de ghimbir sau ginger ale⁠(d); cea mai veche menționare scrisă a cuvântului datează din 1853. În romanul umoristic⁠(d) The History of Mr Polly⁠(d) (1910) al lui H. G. Wells, autorul se referă la Shandygaff ca fiind „două sticle de bere amestecată cu bere de ghimbir într-o ulcior cu burtă rotundă”.

### Lager top
În Anglia, Țara Galilor și Scoția, un lager top este o bere lager care are deasupra un strop de limonadă ce reduce tăria alcoolică a berii lager.

### Panaché
În Franța, un amestec de bere și limonadă sau sifon se numește Panaché.

### Monaco
În Franța, un amestec 50/50 de bere lager și limonadă carbogazoasă cu o picătură de sirop grenadină⁠(d) se numește Monaco⁠(d).

### Clara
În Spania, o clara este de obicei orice amestec de bere cu o băutură răcoritoare carbogazoasă cu gust dulce (pentru a reduce amărăciunea hameiului). Adăugarea de sifon deschide culoarea berii, ceea ce stă la baza numelui acestei băuturi (clara înseamnă „clar” sau „luminos” în limba spaniolă). Clara se servește de obicei ca răcoritoare în lunile fierbinți de vară, fiind o băutură foarte populară. Alte regiuni au denumiri diferite pentru un astfel de amestec și există o dezbatere dacă o clara se referă la bere cu lămâie sau la bere cu o băutură răcoritoare.